# شدت جریان (جویبار)

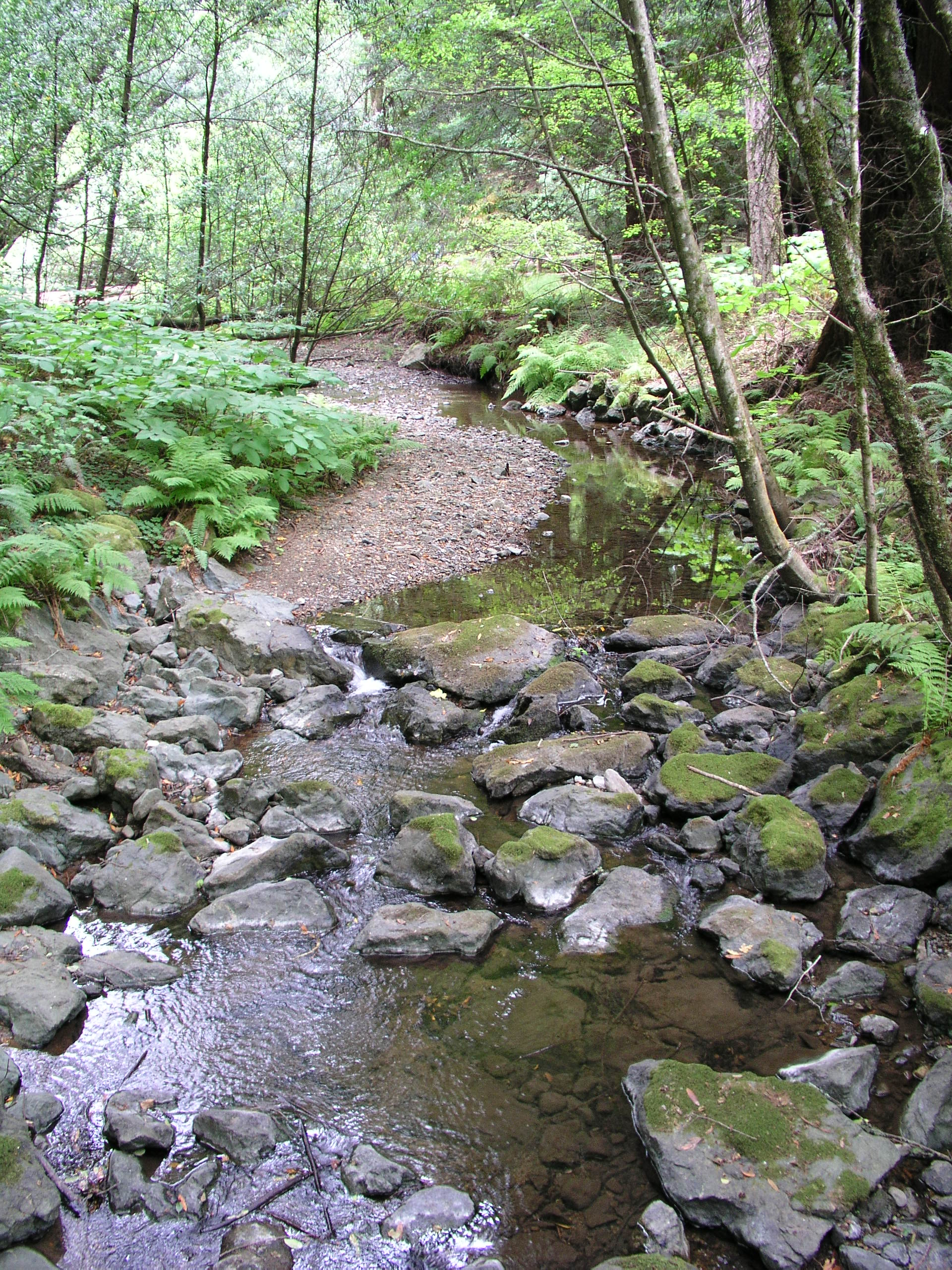
آب در این جریان در حالی که مسیر خود را به سمت پایین می‌رود، جریان‌های مختلفی را تشکیل می‌دهد

شدت جریان (به انگلیسی: Current) در یک جویبار، جریان آبی است که تحت تأثیر گرانش است، زیرا آب به سمت پایین حرکت می‌کند تا انرژی پتانسیل خود را کاهش دهد. جریان از نظر مکانی و همچنین زمانی در داخل جویبار تغییر می‌کند، که بستگی به حجم جریان آب، گرادیان جریان و هندسه کانال دارد. در پهنه کشندی، جریان و جویبارها ممکن است در جزر و مد سیل پیش از آغاز دوباره در کهکشند وارونه شوند.